# Goonallica spencei
Goonallica spencei là một loài bướm đêm trong họ Noctuidae.